# سیارک ۲۱۶۳۴
سیارک ۲۱۶۳۴ (به انگلیسی: 21634 Huangweikang، نامگذاری:1999NB18) بیست و یک هزار و ششصد و سی و چهارمین سیارک کشف شده‌است که در ۱۴ ژوئیه ۱۹۹۹ کشف شد.
قدر مطلق سیارک برابر ۱۷.۰ است.